# Famille de Flersheim
La famille de Flersheim faisait partie de la petite noblesse du sud-ouest de l'Allemagne au Moyen Âge et au début de l'Histoire moderne. La plupart de ses possessions se trouvaient sur la rive gauche du Rhin, dans le Palatinat électoral historique, qui appartient aujourd'hui au Land Rhénanie-Palatinat.

## Origine
Les liens généalogiques de la famille de Flersheim au début du XIVe siècle sont très incertains. Selon son nom, la famille est originaire de Flörsheim-Dalsheim, qui faisait alors partie de l'électorat du Palatinat et se trouve aujourd'hui dans la Hesse rhénane, près de la frontière actuelle avec le nord-est du Palatinat.
Les membres de la famille de Flersheim étaient probablement à l'origine des ministres des Hochstift Worms et géraient les biens de Nieder-Flörsheim (aujourd'hui part de Flörsheim-Dalsheim) 10 km à l'ouest de Worms. Au XIXe siècle, ils étaient principalement au service des électeurs du Palatinat. Ils furent leurs fonctionnaires à Lautern pendant plusieurs générations. Son nom de famille a disparu en 1655.

## Blason

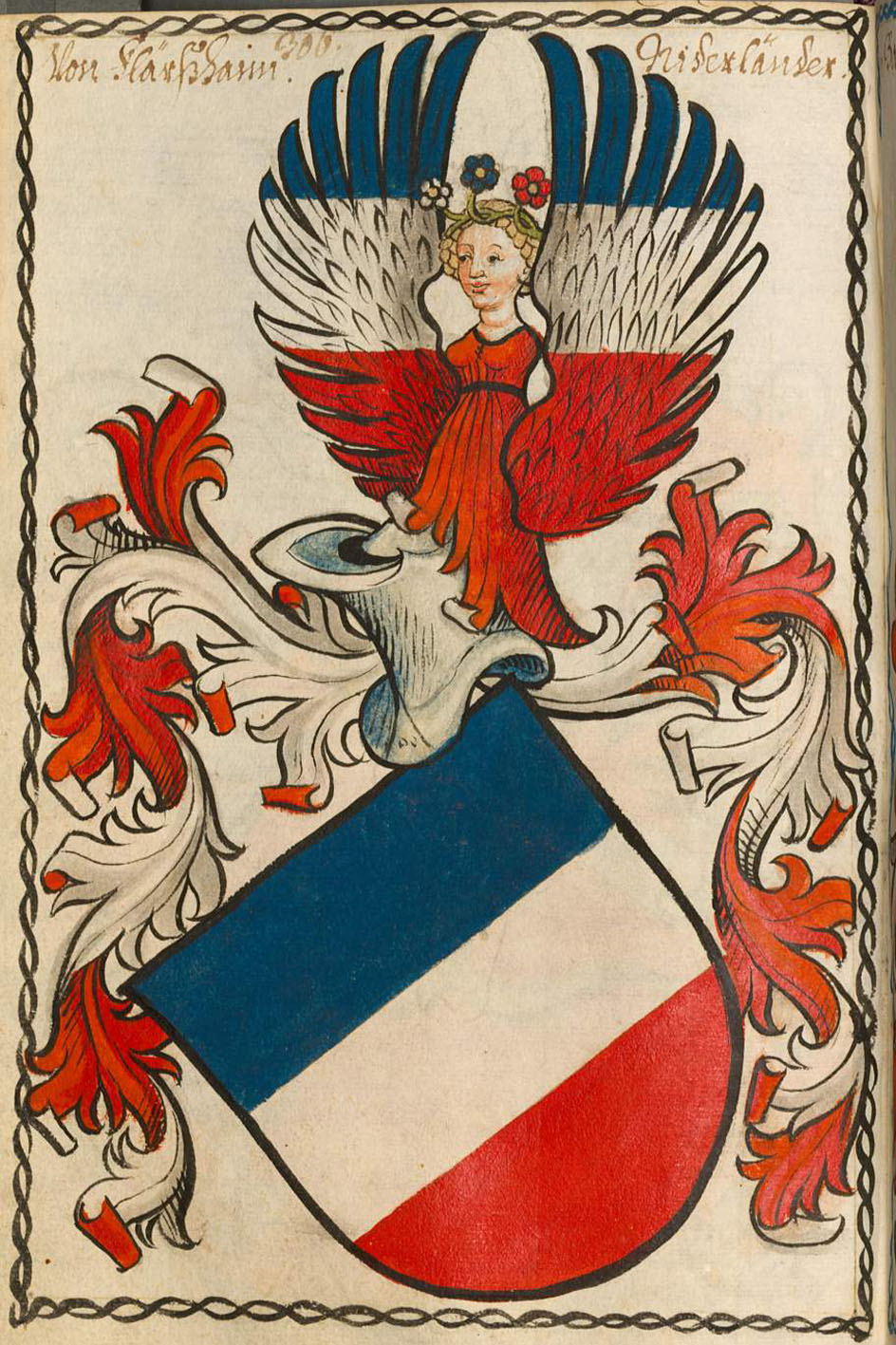
Armoiries dans le livre des Armoiries de Scheibler (vers 1450/80)

Les armoiries de la famille sont divisées en bleu, argent et rouge. Sur le casque bleu-argent/rouge-argent se trouve une jeune fille en pleine croissance avec une robe rouge et un bandeau rouge, au lieu de bras deux ailes divisées bleu-argent-rouge.

## Possessions
Les exploitations familiales se trouvaient principalement sur la rive gauche du Rhin, dans l'actuel Land de Rhénanie-Palatinat, et dans une moindre mesure également sur la rive droite du Rhin, dans le Kraichgau (Bade-Wurtemberg), dans le nord du Baden. En 1597, le château ancestral de Nieder-Flörsheim a été décrit comme une tour résidentielle. Son adresse actuelle est Alzeyer Str. 25 depuis le XIXe siècle en propriété privée.La propriété locale comprenait également un domaine agricole situé au Pfarrgasse 7, aujourd'hui abandonné. Des biens supplémentaires étaient acquis par mariage, héritage ou achat, entre autres dans les villages suivants : 
- Ellerstadt (Seigneurie avec juridiction)
- Grombach (Seigneurie)
- Laumersheim (Château de Laumersheim ; ancien Wasserburg)
- Mehlingen (ancien Sickingen'scher Hof)
- Neuhemsbach (Seigneurie)
- Trippstadt (château de Wilenstein)
- Aschenbacherhof (Trippstadt) (Manoir)

## Personnalités

### Chevalier Friedrich (I) de Flersheim
Frédéric (I) (vers 1396 ou avant 1473), marié à Margarete von Randeck, était au service (pendant plusieurs décennies, au moins de 1415 à après 1459) des comtes palatins du Rhin ainsi que du roi germano-hongrois, plus tard l'empereur Sigmund. De 1415 à 1417, Frédéric accompagne l'électeur Ludwig III. au concile de Constance et a probablement aidé à brûler le réformateur Jan Hus (1415) et, selon ses propres déclarations, au transfert du pape Jean XXIII capturé et déposé en 1416 de Heidelberg à Mannheim. Au moins deux fois, en 1421 et 1428, il combattit les Hussites dans le nord-ouest de la Bohême et en Moravie et fut fait deux fois prisonnier. En 1428/29, il participa à un échange compliqué de prisonniers entre les Hussites moraves et le roi Sigmund ; il a probablement agi à titre de facteur de confiance lors des négociations. 1428 lors de la bataille de la forteresse du Danube de Golubac (à la frontière avec la Roumanie devant les Portes de Fer) contre les Turcs sous le sultan Murad II, il s'est fait un nom en tant que disciple et prétendu sauveur du roi Sigmund.
Frédéric accompagnait le comte palatin Louis III, lorsqu'il entreprit un pèlerinage à Jérusalem en 1426/27, où il fut fait chevalier du Saint-Sépulcre. Selon ses propres déclarations, il combattit en France en 1420 (Melun et Bulgnéville en 1431) et diverses fois en Alsace ; il était au moins quatre fois avec l'Ordre teutonique en Prusse, peut-être aussi en Lituanie et en Russie ( Novgorod et Pskov ) en 1428, et, en 1444, deux fois comme envoyé palatin auprès du dauphin et roi français à cause des Armagnacs. En 1429, au nom du roi Sigmund, il devait contribuer à la fondation d'une association chevaleresque comme celle de Saint-Jörgenschild dans le Wasgau et sur le Haut-Rhin. Pendant environ trois décennies, Friedrich fut bailli du Palatinat et homme du château de Lautern. Deux de ses quatre fils étaient Hans et Friedrich (II) et il donna aux autres des bénéfices ecclésiastiques à Worms et Trèves. La demi-sœur de Friedrich, Adelheid von Langenau, était mariée à Friedrich von Greiffenclau zu Volraths (1401-1462), un ami proche et camarade de Friedrich, qui, selon la Chronique de Flersheim, un manuscrit contenant des archives familiales, est devenu l'ancêtre de tous les Greiffenclauer ultérieurs.
Friedrich a été enterré dans la tombe familiale de l'Église collégiale de Kaiserslautern, pour laquelle il y avait une épitaphe de l'évêque Philipp von Flersheim, son petit-fils, de 1530, dont il ne reste aujourd'hui que deux fragments restaurés dans le sous-sol de la salle paroissiale.

### Chevalier Friedrich (II) de Flersheim
Frédéric (II) († 1477), l'un des fils de Frédéric (Ier), fut d'abord au service du comte palatin du Rhin et plus tard du duc de Bourgogne Charles le Téméraire. Il en était le chambellan et le « bailli » (Amtmann) du Bailliage de l'Ordre Teutonique de Lorraine (de). Il combattit avec succès aux côtés de Karl au Bas-Rhin et, comme lui, tomba à la bataille de Nancy en 1477. Les dettes de son père Friedrich (I) ont pu être remboursées sur ses biens.

### Chevalier Hans (I.) von Flersheim

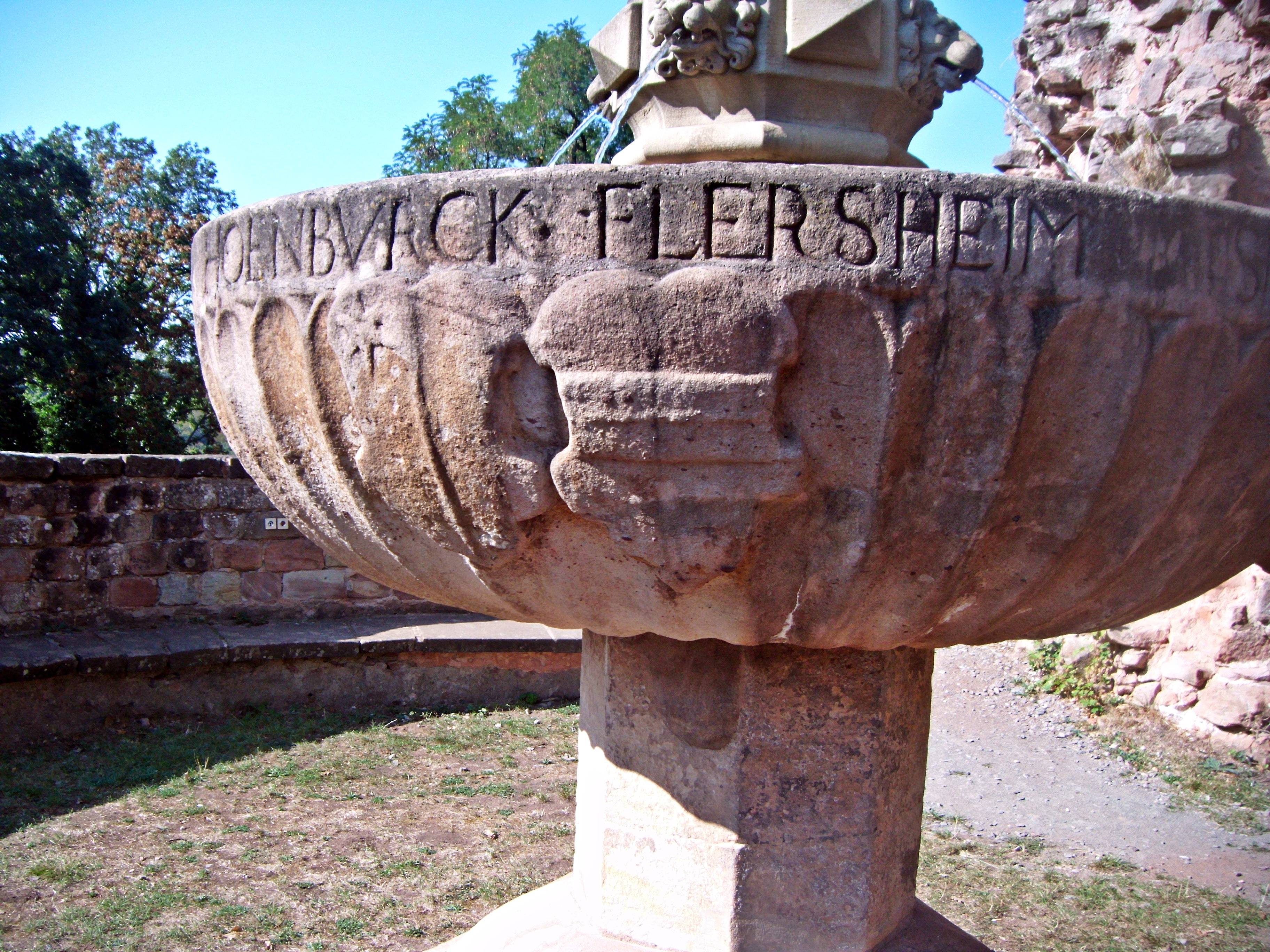
Château fort de Nanstein, armoiries de Flersheim sur vasque de fontaine du XVIe siècle.
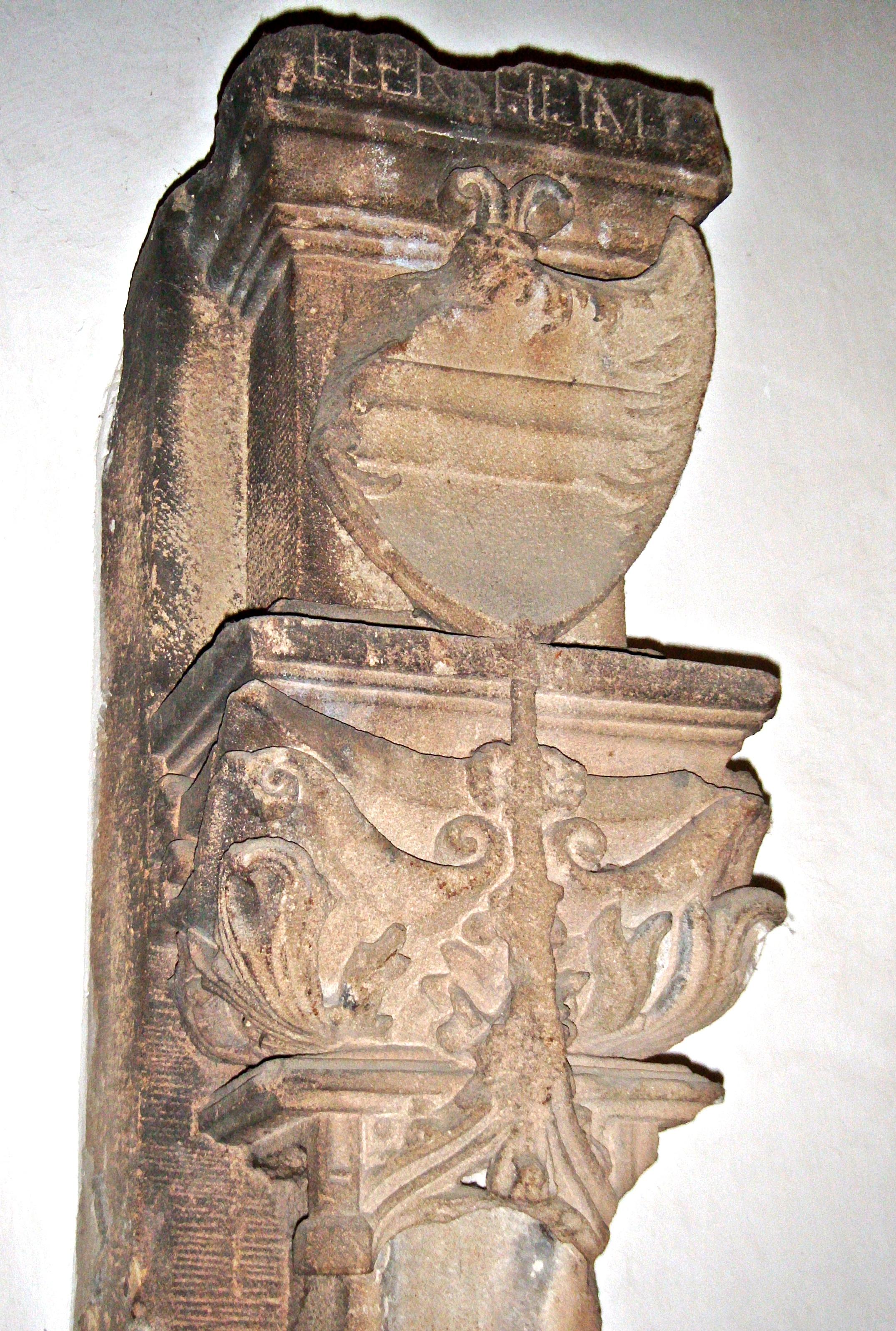
Armoiries de Flersheim dans la Cathédrale de Spire (Spolia, probablement du tombeau de l'évêque Philipp von Flersheim)

Hans (I.) (* 1440 ; † 1519), également l'un des fils de Frédéric (Ier), a servi, comme son père, pendant environ trois décennies comme Amtmann du Palatinat électoral dans l'Oberamt Lautern, qui administrait l'actuelle Kaiserslautern et ses environs. Il a également occupé le poste de commandant régional de l'Ordre teutonique de 1477 à 1489 dans le Ballei Lorraine, qui s'étendait jusqu'à l'actuel Vorderpfalz. Après la mort de son frère Friedrich (II), il fut pendant de nombreuses années dans l'entourage de l'empereur Maximilien ; En 1519, peu avant sa mort, il lui offrit le précieux livre Theuerdank .
En 1492, Hans fit construire un château avec douves sur le site de l'actuel château de Laumersheim. Laumersheim, un village du Haut-Palatinat, était l'une des maisons ancestrales de la famille. Hans était marié à Ottilie Kranich von Kirchheim. Leurs enfants comprenaient le futur prince-évêque de Spire Philipp (1481-1552) et sa sœur Hedwig von Flersheim († 1516) , épouse du célèbre chevalier Franz von Sickingen .

### Évêque Philipp von Flersheim
Philipp (1481-1552), fils de Hans von Flersheim et d'Ottilie Kranich von Kirchheim, fut évêque de Spire de 1529 jusqu'à sa mort et à partir de 1546 également prince-prévôt du monastère de Weißenburg. Il fut conseiller de l'empereur Maximilien et du comte palatin du Rhin. Il fut le commissaire de la Chronique de Flersheim, qu'il dicta à ses proches.

### Hedwig de Flersheim
Hedwig († 1516), fille de Hans von Flersheim et d'Ottilie Kranich von Kirchheim, épousa vers 1500 l'influent chevalier Franz von Sickingen (diverses sources mentionnent 1498, 1499 et 1502),. Elle est décédée en donnant naissance à son septième enfant.

### Friedrich von Flersheim

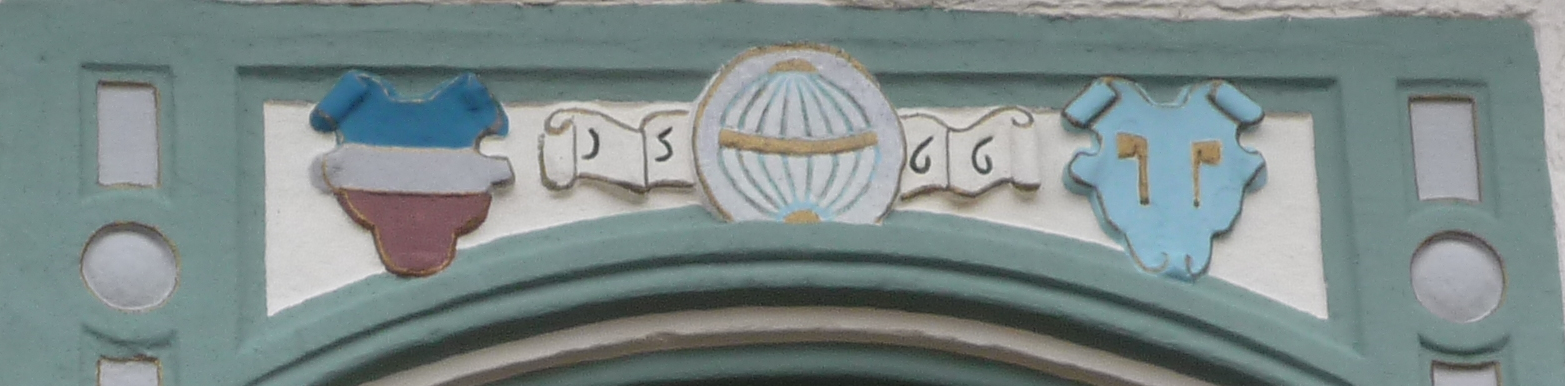
Linteau de portail de 1566 avec les armoiries de l'alliance de Flersheim (à gauche) et Sturmfeder von Oppenweiler (à droite)

Friedrich († 1575), Burgrave d'Alzey, fils de Bechtolf von Flersheim († 1547) et d'Elisabeth de Helmstatt, était le cousin de l'évêque Philipp de Flersheim et épousé Amalia Sturmfeder von Oppenweiler. Le couple acquiert l'Aschbacherhof près de Trippstadt en 1564. Un linteau de portail du manoir d'Aschbacherhof de l'année 1566 et les armoiries de l'alliance du couple y a été conservé.

### Chevalier Gerhard von Flersheim
Gerhard, appelé « Monsheimer » (du nom de la commune voisine), plus rarement « Montzheimer », vécut vers 1492. Il appartenait à une branche de la Famille de Flensheim et était le père d'un certain Hans von Flersheim, également appelé « Monsheimer ».